# Chlorogomphus
Chlorogomphus – rodzaj ważek z rodziny Chlorogomphidae.

## Podział systematyczny
Do rodzaju należą następujące gatunki:

- Chlorogomphus albomarginatus Karube, 1995
- Chlorogomphus aritai Karube, 2013
- Chlorogomphus arooni Asahina, 1981
- Chlorogomphus auratus Martin, 1910
- Chlorogomphus auripennis Zhang & Cai, 2014
- Chlorogomphus brevistigma Oguma, 1926
- Chlorogomphus brunneus Oguma, 1926
- Chlorogomphus caloptera Karube, 2013
- Chlorogomphus campioni (Fraser, 1924)
- Chlorogomphus canhvang Kompier & Karube, 2018
- Chlorogomphus danhkyi Phan, Karube, Hung & Anh, 2021
- Chlorogomphus daviesi Karube, 2001
- Chlorogomphus dyak (Laidlaw, 1911)
- Chlorogomphus fraseri St. Quentin, 1936
- Chlorogomphus gracilis Wilson & Reels, 2001
- Chlorogomphus hiten (Sasamoto, Yokoi & Teramoto, 2011)
- Chlorogomphus hoaian Phan & Karube, 2022
- Chlorogomphus infuscatus Needham, 1930
- Chlorogomphus iriomotensis Ishida, 1972
- Chlorogomphus kitawakii Karube, 1995
- Chlorogomphus magnificus Selys, 1854
- Chlorogomphus manau Dow & Ngiam, 2011
- Chlorogomphus miyashitai Karube, 1995
- Chlorogomphus montanus (Chao, 1999)
- Chlorogomphus mortoni Fraser, 1936
- Chlorogomphus nakamurai Karube, 1995
- Chlorogomphus nasutus Needham, 1930
- Chlorogomphus okinawensis Ishida, 1964
- Chlorogomphus papilio Ris, 1927
- Chlorogomphus piaoacensis Karube, 2013
- Chlorogomphus preciosus (Fraser, 1924)
- Chlorogomphus risi Chen, 1950
- Chlorogomphus sachiyoae Karube, 1995
- Chlorogomphus schmidti Asahina, 1986
- Chlorogomphus serratus Karube, Katatani & Phan, 2024
- Chlorogomphus shanicus Wilson, 2002
- Chlorogomphus speciosus (Selys, 1891)
- Chlorogomphus splendidus (Selys, 1878)
- Chlorogomphus suzukii (Oguma, 1926)
- Chlorogomphus takakuwai Karube, 1995
- Chlorogomphus tunti Needham, 1930
- Chlorogomphus urolobatus Chen, 1950
- Chlorogomphus usudai Ishida, 1996
- Chlorogomphus vani Phan & Karube, 2022
- Chlorogomphus vietnamensis Asahina, 1969
- Chlorogomphus xanthoptera (Fraser, 1919)
- Chlorogomphus yokoii Karube, 1995
- Chlorogomphus yoshihiroi Karube, 1994